# Jeff Foxworthy
Jeffrey Marshall "Jeff" Foxworthy (născut la 6 decembrie, 1958) este un actor american de film și TV.